# Hoffen wir, daß es ein Mädchen wird
Hoffen wir, daß es ein Mädchen wird (Originaltitel: Speriamo che sia femmina) ist ein 1986 in Italien entstandener Spielfilm des Regisseurs Mario Monicelli. In diesem Drama thematisiert Monicelli Ungewissheit über die Zukunft, Rückzug aus Verantwortung und das Scheitern von Ehen und Liebesbeziehungen und setzt dem am Ende eine feministische Utopie entgegen. Der Film wurde in sieben Kategorien mit dem David di Donatello ausgezeichnet, unter anderem als bester Film, für die beste Regie und das beste Drehbuch, sowie mit Nastri d’Argento in sechs Kategorien, darunter die beste Regie und das beste Drehbuch. Unter den in Italien 1986 besuchten Filmen rangierte er auf dem 13. Platz mit über 400.000 Eintritten. In der Bundesrepublik Deutschland kam er nicht in die Kinos.
Andreas Kilb von der Frankfurter Allgemeinen Zeitung erwähnte den Film nur nebenbei in einem Festspielbericht und bezeichnete ihn als trauriges Beispiel für den Niedergang des italienischen Kinos, denn es werde seine „komödiantische Substanz in den immergleichen Fernsehdialogen förmlich totgeredet“. Für das Lexikon des internationalen Films handelt es sich um eine „nicht ohne Charme erzählte, aber arg langatmig geratene Star-Komödie“, die nie die „gedankliche Tiefe“ erreiche, die man in ähnliche Themen aufgreifenden Werken von Ingmar Bergman oder Woody Allen finde.

## Handlung
Elena Leonardi hat sich von ihrem Mann Leonardo getrennt und ist aus Rom auf ein Landgut in der Toskana gezogen. Dort lebt sie zusammen mit den Töchtern Franca und Malvina sowie Martina, der Tochter ihrer in Rom lebenden Schwester Claudia, und ihrem altersbedingt wirrköpfigen Onkel Gugo. Außerdem kümmern sich die Haushälterin Fosca und deren Tochter um den Haushalt.
Unerwartet trifft Leonardo bei Elena ein und bittet sie, eine größere Summe in ein Immobilienprojekt zu stecken, dessentwegen er sich bereits hoch verschuldet hat. Sie schlägt seinen Wunsch aus. Auf der Rückfahrt nach Rom verunglückt Leonardo tödlich mit seinem Wagen. Franca und Malvina lasten es ihrer Mutter Elena an, dass ihr Vater umgekommen ist. Franca zerstreitet sich mit ihrer Mutter und nimmt sich in Rom mit ihrem Verlobten eine Wohnung. Elena möchte nun ebenfalls wieder zurück nach Rom ziehen und das Landgut verkaufen. Zunächst kümmert sie sich darum, ihren Onkel Gugo in einem Altenheim unterzubringen. Malvina reist mit ihrer Tante Claudia und Martina voraus nach Rom. Dort streitet sich Claudia andauernd mit ihrem Liebhaber, und Francas Beziehung zu ihrem Verlobten ist bereits stark abgekühlt. Schließlich entschließen sich alle Frauen, wieder auf dem Landgut zu leben, und nehmen Onkel Gugo wieder bei sich auf. Franca gesteht, dass sie schwanger ist, worauf es heißt: „Hoffen wir, dass es ein Mädchen wird.“

## Auszeichnungen
- David di Donatello:
  - Bester Film
  - Bester Regisseur: Mario Monicelli
  - Bestes Bühnenbild: Tullio Pinelli, Mario Monicelli, Suso Cecchi d’Amico, Leonardo Benvenuti, Piero De Bernardi
  - Bester Schnitt: Ruggero Mastroianni
  - Bester Nebendarsteller: Bernard Blier
  - Beste Nebendarstellerin: Athina Cenci
  - Beste Produzenten: Giovanni Di Clemente
- Nastro d’Argento in sechs Kategorien